# Palazzo Tolomei (Pistoia)
Palazzo Tolomei è uno storico palazzo di Pistoia. Sorge su piazza San Michele, di fronte al teatro Manzoni, e ne occupa un intero lato.
L'edificio è sorto su un antico Monastero delle Monache di San Michele, soppresso nel 1786 ed è stato restaurato dall'Architetto pistoiese Stefano Ciardi.
Al suo interno vi sono pitture di Marchand, dei pistoiesi Bartolomeo Valiani, Giuseppe Vannacci e Filippo Rafanelli e una sala di Desmarais dove dipinse a fresco L'ira di Achille e la Morte di Ettore.
È appartenuto per vari secoli alla nobile famiglia dei conti Tolomei di Pistoia, sino all'estinzione della stessa, avvenuta con la morte della contessa Sofia Manni vedova del conte Filippo Tolomei, avvenuta nel secondo decennio del XX secolo.